# Já, robot (Simpsonovi)
Já, robot (v anglickém originále I, (Annoyed Grunt)-Bot) je 9. díl 15. řady (celkem 322.) amerického animovaného seriálu Simpsonovi. Scénář napsali Dan Greaney a Allen Glazier a díl režírovala Lauren MacMullanová. V USA měl premiéru dne 11. ledna 2004 na stanici Fox Broadcasting Company a v Česku byl poprvé vysílán 4. listopadu 2006 na stanici ČT2.

## Děj
Bartovi se posmívají školní rváči Nelson, Jimbo, Dolph a Kearney, protože nemá desetirychlostní kolo jako oni. Aby přiměl Homera k nákupu nového kola, nechá Bart své současné kolo přejet Mercedesem-Benz G500 doktora Dlahy. Homer koupí Bartovi desetirychlostní kolo, ale odmítne zaplatit malý poplatek za montáž a postaví si ho sám. Bart je šťastný, protože zpočátku vypadá skvěle a funguje perfektně, ale když jej předvádí rváčům, kolo se rozpadne. Homer, který chce, aby na něj byl Bart hrdý, se pokusí postavit bojového robota pro soutěž Robot Rumble. Nepodaří se mu ho sestrojit, ale pak se rozhodne postavit robota se sebou samým. Bart, aniž by věděl o Homerově lsti, přihlásí robota do soutěže Rumble. 
Mezitím auto doktora Dlahy přejede a zabije kočku Simpsonových Sněhulku II. krátce poté, co rozdrtí Bartovo kolo. Zdrcená Líza na pohřbu, kde je Sněhulka II. pohřbena vedle Sněhulky I., se slzami v očích recituje báseň. Líza adoptuje zrzavého kocoura, kterého pojmenuje Sněhulka III., ale ten se utopí v akváriu. Další kočka, Coltrane (Sněhulka IV.), vyskočí z okna, když slyší Lízu hrát na saxofon. Majitelka kočičího útulku odmítá dát Líze další kočky, ale kolem se potuluje Kočičí dáma a hodí po Líze kočku, která se silně podobá Sněhulce II. Přestože se ji Líza snaží odehnat, protože se obává, že ji potká stejný osud jako ostatní, přežije na ulici hrozící nehodu, ale Gil Gunderson při jízdě autem odbočí, aby ji nesrazil, a narazí do stromu. Líza se rozhodne, že si kočku nechá, a oficiálně ji pojmenuje Sněhulka V.; rodina jí však bude říkat Sněhulka II., aby zachovala status quo. Ředitel Skinner komentuje tuto volbu pohrdavě, ale ustoupí, když Líza poukáže na to, že totéž předtím udělali i jemu. 
Homer poráží řadu soupeřů a dostává se do finále, přestože je zraněný ze soubojů s ostatními roboty. Ve finálovém zápase proti neporaženému superrobotu profesora Frinka, dvojníkovi ED-209, najde Bart Homera v robotovi po vyčerpávajícím prvním kole. Přistižený Homer se Bartovi omluví, ale na Barta udělá dojem, jakou bolestí Homer prošel, aby si získal synův obdiv. Ve druhém kole ED-209 Homera z robota vytlačí, ale jakmile ho spatří, okamžitě se zastaví. Frink mu vysvětlí, že robot se řídí třemi zákony robotiky Isaaca Asimova a byl naprogramován tak, aby lidem spíše sloužil, než aby jim škodil. ED-209 připraví Homerovi křeslo a nalije mu martini. Homer vyhraje zápas a Bart je na něj pyšný.

## Přijetí
Ve Spojených státech díl během premiéry sledovalo 16,3 milionu diváků.
Colin Jacobson z DVD Movie Guide k dílu napsal: „Stejně jako ostatní díly této řady, i tento začíná docela dobře, ale zanedlouho upadá. Robotický motiv je příliš hloupý a kočičí pasáže jsou příliš morbidní. Některé kousky s bojovými roboty pobaví, ale nestačí na to, aby překonaly celkové nedostatky epizody.“.
Server Simbasible uvedl, že díl je „známý, ale použitelný v obou svých kočičích a robotických podzápletkách“.
Review Stream k hodnocení dílu napsal: „Tato epizoda byla vlastně velmi vtipná, protože měla dvě skvělé dějové linie. Zaprvé tu máte Lízinu kočku Sněhulku II., kterou někdo přejede. Tato část byla vlastně trochu smutná. Ale to, že každá kočka, kterou dostane místo ní, do jednoho dne zemře, se ukázalo jako docela vtipné (dobře, možná ne pro kočky samotné). Pak tu máte Homera, který se snaží postavit pro Barta robota, aby dokázal, že je šikovný. Když se mu to nepodaří, rozhodne se prostě převléknout za robota a účastnit se bitek. I tahle část byla docela vtipná; i když byla trochu neuvěřitelná vzhledem k tomu, že Bart na to nikdy nepřišel. Sledovat ho, jak poráží ty nejhrozivější roboty, jaké si lze představit (včetně jednoho, který vypadá, jako by patřil do filmu Robocop), je rozhodně zábavné. Samozřejmě se mi nechce věřit, že je náčelník Wiggum natolik inteligentní, aby sestrojil robota. Tohle je jeden z těch lepších dílů Simpsonových. Uznávám, že se asi nezapíše do paměti. Ale když se na něj podíváte, určitě se u něj pobavíte.“.